# Elias Andersson
Elias Andersson (Gotemburgo, Suecia, 31 de enero de 1996) es un futbolista sueco que juega de defensa en el Lech Poznań de la Ekstraklasa polaca.

## Selección nacional
Tras jugar en las categorías inferiores de la selección, finalmente hizo su debut con la selección de fútbol de Suecia en un partido amistoso contra Islandia que finalizó con un resultado de 2-1 a favor del combinado sueco tras el gol de Sveinn Aron Guðjohnsen para Islandia, y del propio Elias Andersson y Jacob Ondrejka para Suecia.

### Goles internacionales
| # | Fecha               | Estadio                         | Oponente | Gol | Resultado | Competición |
| - | ------------------- | ------------------------------- | -------- | --- | --------- | ----------- |
| 1 | 12 de enero de 2023 | Estadio Algarve, Faro, Portugal | Islandia | 1–1 | 2-1       | Amistoso    |

## Clubes
| Club                 | País      | Año       | Partidos | Goles |
| -------------------- | --------- | --------- | -------- | ----- |
| HIF Akademi          | Suecia    | 2013      | 6        | 0     |
| Helsingborgs IF      | Suecia    | 2013-2015 | 15       | 0     |
| Varbergs BoIS        | Suecia    | 2015-2017 | 77       | 7     |
| IK Sirius Fotboll    | Suecia    | 2017-2020 | 78       | 10    |
| Djurgårdens IF       | Suecia    | 2021      | 4        | 0     |
| Mjällby AIF (cedido) | Suecia    | 2021      | 18       | 1     |
| Djurgårdens IF       | Suecia    | 2022-2023 | 57       | 7     |
| Lech Poznań          | Polonia   | 2023-     | 31       | 0     |
| Viborg FF (cedido)   | Dinamarca | 2025      | 6        | 0     |